# Skeleton-Europacup 2009/10
Der Skeleton-Europacup 2009/10 war eine von der Fédération Internationale de Bobsleigh et de Tobogganing (FIBT) veranstaltete Rennserie im Skeleton. Er wurde zum zehnten Mal ausgetragen und umfasste acht Wettbewerbe an fünf Wettkampforten. Er gehörte gemeinsam mit dem Intercontinentalcup sowie dem America’s Cup zum Unterbau des Weltcups.
Startberechtigt waren bei den Herren jeweils vier Athleten aus Deutschland, Österreich, der Schweiz und Italien. Alle restlichen Nationen aus Europa und alle afrikanischen Staaten hatten ein Anrecht auf drei Startplätze, die übrigen Nationen auf zwei. Bei den Frauen waren jeweils vier Startplätze für Athletinnen aus Russland, Deutschland, Italien und Rumänien reserviert. Bei den weiteren Startplätzen galten dieselben Bestimmungen wie bei den Männern.

## Männer

### Veranstaltungen
| Datum             | Ort           | Sieger                | Zweiter           | Dritter         |
| ----------------- | ------------- | --------------------- | ----------------- | --------------- |
| 27. November 2009 | Königssee     | Matthias Guggenberger | Alexander Kröckel | Christian Baude |
| 28. November 2009 | Königssee     | Christian Baude       | Alexander Kröckel | Alexander Rotte |
| 11. Dezember 2009 | Altenberg     | Alexander Kröckel     | Christian Baude   | Pawel Tschuiko  |
| 12. Dezember 2009 | Altenberg     | Alexander Kröckel     | Christian Baude   | Eric Neilson    |
| 19. Dezember 2009 | Igls          | Daniel Mächler        | Eric Neilson      | Markus Penz     |
| 20. Dezember 2009 | Igls          | Alexander Kröckel     | Daniel Mächler    | Christian Baude |
| 16. Januar 2010   | Cesana Pariol | Alexander Rotte       | Christian Baude   | Rob Derman      |
| 21. Januar 2010   | St. Moritz    | Alexander Gassner     | Alexander Kröckel | Eric Neilson    |

### Männer-Einzelwertung
| Platz | Sportler           | Land        | Punkte |
| ----- | ------------------ | ----------- | ------ |
| 1     | Alexander Kröckel  | Deutschland | 515    |
| 2     | Christian Baude    | Deutschland | 425    |
| 3     | Alexander Rotte    | Deutschland | 355    |
| 4     | Eric Neilson       | Kanada      | 349    |
| 5     | Pawel Tschuiko     | Russland    | 337    |
| 6     | Hiroatsu Takahashi | Japan       | 293    |
| 7     | Yuzuru Hanyūda     | Japan       | 280    |
| 8     | Andrei Swistow     | Russland    | 251    |
| 9     | Rob Derman         | Kanada      | 241    |
| 10    | Emilian Fink       | Österreich  | 181    |

## Frauen

### Veranstaltungen
| Datum             | Ort           | Sieger             | Zweiter            | Dritter            |
| ----------------- | ------------- | ------------------ | ------------------ | ------------------ |
| 27. November 2009 | Königssee     | Sophia Griebel     | Michelle Bartleman | Lena Joch          |
| 28. November 2009 | Königssee     | Sophia Griebel     | Michelle Bartleman | Lena Joch          |
| 11. Dezember 2009 | Altenberg     | Sophia Griebel     | Lena Joch          | Michelle Bartleman |
| 12. Dezember 2009 | Altenberg     | Michelle Bartleman | Sophia Griebel     | Olga Nikandrowa    |
| 19. Dezember 2009 | Igls          | Michelle Bartleman | Jessica Kilian     | Katharine Eustace  |
| 20. Dezember 2009 | Igls          | Jessica Kilian     | Sophia Griebel     | Michelle Bartleman |
| 16. Januar 2010   | Cesana Pariol | Michelle Bartleman | Tina Hermann       | Micaela Widmer     |
| 21. Januar 2010   | St. Moritz    | Sarah Reid         | Katharina Heinz    | Tina Hermann       |

### Frauen-Einzelwertung
| Platz | Sportler           | Land        | Punkte |
| ----- | ------------------ | ----------- | ------ |
| 1     | Sophia Griebel     | Deutschland | 486    |
| 2     | Michelle Bartleman | Kanada      | 465    |
| 3     | Micaela Widmer     | Kanada      | 341    |
| 4     | Marija Orlowa      | Russland    | 315    |
| 5     | Olga Nikandrowa    | Russland    | 289    |
| 6     | Laura Malaika      | Deutschland | 283    |
| 7     | Lena Joch          | Deutschland | 277    |
| 8     | Sandra Winkler     | Deutschland | 198    |
| 9     | Elena Mandrino     | Italien     | 197    |
| 10    | Jessica Kilian     | Schweiz     | 185    |